# Горосито, Нестор
Нестор Рауль Горосито (исп. Néstor Raúl Gorosito; род. 14 мая 1964[…], Сан-Фернандо, Буэнос-Айрес) — аргентинский футболист и футбольный тренер. Большую часть карьеры провёл в «Сан-Лоренсо де Альмагро». Он известен как Эль Пипо Горосито, потому что его отец был большим поклонником Нестора Рауля Росси, известного аргентинского футболиста по прозвищу Пипо.

## Биография

### Карьера игрока

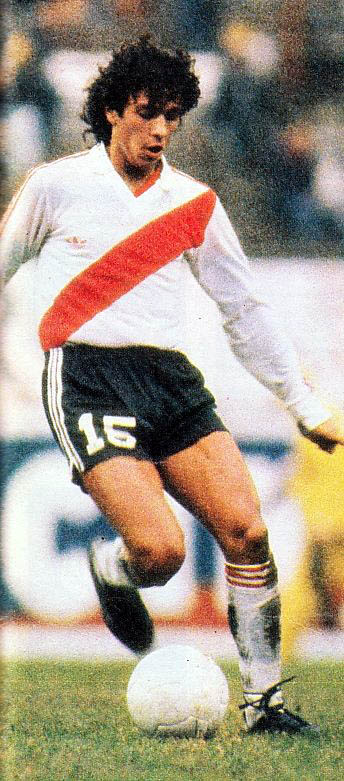
Горосито в составе «Ривер Плейт» (1984)

Горосито дебютировал в составе «Ривер Плейт» в 1983 году. Пять лет спустя он был подписан «Сан-Лоренсо», где, несмотря на отсутствие основных трофеев, сформировал с Альберто Акостой одну из лучших связок форвардов в Аргентине на то время. После того как кумир фанатов сине-гранатовых был в 1989 году отдан в аренду в «Сваровски-Тироль», Австрия, где он стал чемпионом, Горосито вернулся в 1992 году в «Сан-Лоренсо». В общей сложности он сыграл 174 матча за «Сан-Лоренсо» и забил 45 голов.
В 1994 году «Универсидад Католика» сформировал отличную команду, которая была укомплектована, в частности, аргентинцами Альберто Акостой и Серхио Васкесом. Пипо был куплен, чтобы возродить великий дуэт с Альберто Акостой, оба были ключевыми игроками кампаний «Универсидад Католика» в 1994 и 1995 году, став одними из кумиров всех времён для любителей «Крусадос». Команда заняла первое место и выиграла международный клубный трофей, Межамериканский кубок 1994, а также Кубок Чили 1995 года, кроме того, команда успешно квалифицировалась на Кубок Либертадорес в 1994 и 1995 году. В 1994 году Горосито был признан лучшим игроком года клуба.
В начале 1996 года Горосито и Альберто Акоста переехали в Японию, чтобы играть в «Иокогама Ф. Маринос», но Пипо вернулся в «Сан-Лоренсо» в 1999 году, а завершил карьеру в 2001 году в составе «Универсидад Католика».
Со сборной Аргентины он выиграл Кубок Америки по футболу 1993 года в Эквадоре. Он также участвовал в отборочных матчах к чемпионату мира 1994 и 1998 года, но не попал в составы, которые приняли участие в финальных частях турнира.

### Карьера тренера
Дебютировал в качестве тренера с «Нуэва Чикаго» в 2003 году и сумел спасти клуб от вылета. После такого хорошего начала был назначен на должность тренера «Сан-Лоренсо де Альмагро», с которым занял второе место в Апертуре 2003 года. Был уволен в 2004 году после серии неудач сине-гранатовых. Через год Горосито стал тренером «Лануса», где проработал всего месяц, пока он не был вынужден уйти в отставку из-за плохих результатов. В 2006 году он был назначен тренером «Росарио Сентраль», а годом позже стал тренером «Архентинос Хуниорс», где работал очень успешно, дойдя до полуфинала Южноамериканского кубка 2008 года. 4 декабря 2008 года после нескольких встреч с президентом «Ривер Плейт», Хосе Марией Агиларом, Горосито был утверждён в качестве нового тренера клуба. Во время пребывания с «Ривер Плейт» ему не удалось выдержать конкуренцию с «Бока Хуниорс», также команда вылетела в первом раунде Кубка Либертадорес 2009 года. После резкой критики Пипо Горосито, наконец, официально подал в отставку 4 октября 2009 года после поражения от «Сан-Лоренсо де Альмагро».
В 2010 году начался новый этап работы в качестве тренера «Хереса» со второго круга испанской Примеры 2009/10. После второго круга «Херес» занимал девятое место в турнирной таблице. Однако ему не удалось спасти команду от вылета из-за плохих результатов первого круга, поэтому команда по итогам сезона была понижена в классе до второго дивизиона. Впоследствии переговоры относительно разочарованного Горосито возобновились (он был уволен частично из-за плохой экономической ситуации в клубе), на него претендовали аргентинские команды, в борьбу за тренера вступили также две испанские команды: «Реал Вальядолид» и «Альмерия».
Во вторник 20 сентября 2011 года был подписан контракт с «Архентинос Хуниорс». Однако Горосито подал в отставку в марте 2012 года в связи с длительным периодом восстановления после серьёзной автомобильной аварии, произошедшей в субботу 25 февраля 2012 года.
Летом 2012 года он получил несколько предложений от команд из Аргентины и Испании, но не принял ни одно из них. В октябре 2012 года он подписал контракт с «Тигре», который вывел в финал Южноамериканского кубка 2012 года, где после конца первой половины матча с «Сан-Паулу» (0:0) решил не выводить команду на второй тайм, в связи с серьёзными инцидентами с местной полицией и проигрышем в первом матче со счётом 2:0. 6 июля 2013 года Горосито подал в отставку из-за разногласий с руководством клуба.
В октябре 2014 года Горосито снова стал тренером «Архентинос Хуниорс».
23 декабря 2015 года Горосито был назначен тренером «Альмерии», которая шла на последнем месте в Сегунде. Аргентинский тренер вывел команду из зоны вылета через 28 дней. Однако из-за трёх поражений подряд клуб вернулся в зону вылета, в результате этого Горосито был уволен за три дня до окончания чемпионата.
27 декабря 2016 года он подписал контракт с «Сан-Мартин Сан-Хуан», приступив к обязанностям с 1 января. Горосито должен был закрепить за командой место в высшем дивизионе в сезоне 2016/17, с чем он успешно справился, его команда показывала привлекательный футбол. В первой части сезона 2017/18 его клуб держался в турнирной таблице в зоне Южноамериканском кубке, но во второй части чемпионата команда стала демонстрировать плохие результаты. Пипо подал в отставку 17 марта 2018 года, после 20-го тура сезона, несмотря на то, что его команда разгромила «Химнасия и Эсгрима» со счётом 3:0.
13 февраля 2019 года он подписал контракт с клубом «Тигре», который показывал плохие результаты, но Горосито спас команду от понижения в классе. Вместе с командой он выиграл дебютный розыгрыш Кубка Суперлиги, выбив чемпиона «Расинг» и выиграв финальный матч со счётом 2:0 у «Бока Хуниорс». Он также был признан лучшим тренером турнира. 25 октября 2020 года Горосито покинул клуб.
В ноябре 2020 года он возглавил парагвайскую «Олимпию», с которой выиграл чемпионат (Клаусура). Однако в марте 2021 года его уволили.
В августе 2021 года он возглавил «Химнасия и Эсгрима». В декабре 2022 года он был уволен по решению нового совета директоров клуба.
В феврале 2023 года Горосито был объявлен новым тренером «Колона», заменив Марсело Саралеги. В октябре 2023 года он подал в отставку после серии плохих результатов, из-за которых клуб оказался в зоне вылета.
28 декабря 2023 года он вернулся на пост тренера «Тигре», подписав годичный контракт. 19 марта 2024 года он покинул свой пост после серии плохих результатов в Кубке Профессиональной лиги.
5 декабря 2024 года Горосито занял пост тренера «Альянса Лима», он приступит к обязанностям с 2025 года.

### Личная жизнь
Горосито имеет четверых детей от первого брака: Агустина (1988), Стефания (1990), Орнелла (1992) и Тобиас (1994) и двоих детей от своей нынешней партнёрши: Лара (2005) и Бруно (2006).